# Aarburgové
Aarburgové jsou švýcarský šlechtický rod. Původně se nazývali von Büron (Buronové) a ve 12. století došlo z dnes neznámého důvodu ke změně jména na von Aarburg.

## Historie
Prvními písemně zaznamenanými představiteli rodu byli Chono von Bürron a jeho syn Luitold von Bürron. Luitoldův syn Lüthold je již roku 1190 zmíněn se jménem von Aarburg.
Ve 12. století vlastnili kromě Büronu území patřící klášteru v Trubu (kanton Bern). Ve 14. století jim Rakušané svěřili panství Ruedertal a město Grüningen. V první polovině 14. století stál v čele rodu Rudolf I. von Aarburg, od roku 1357 se o vládu nad rodem dělili jeho synové Rudolf a Lütold. V průběhu 15. století zdědili Aarburgové Simmenegg v Simmentalu, Gutenburg a také zámek Maienfeld. Roku 1424 převzal majetek rodu Thuring von Aarburg a roku 1430 přikoupil panství Schenkenberg.
Aarburgové byli podřízeni Habsburkům až do začátku 15. století, kdy se přiklonili k Bernu.